# Джемайма Веддерберн Блекберн
Джемайма Веддерберн Блекберн (англ. Jemima Wedderburn Blackburn; 1 травня 1823 — 9 серпня 1909) — шотландська художниця, чиї роботи дають нам цілісну картину сільського життя в 19-ому столітті в Шотландії. Один з найпопулярніших ілюстраторів у вікторіанській Англії, вона створила ілюстрації до 27 книг. Її найбільшим орнітологічним досягненням було друге видання «Птахи від Природи» 1868. Більшість ілюстрацій — акварелі, ранні картини часто включали роботи чорнилами. Деякі з них колажі, для яких вона вирізала кон-тури птиць і переносила їх на інший фон, аналогічно до стилю Джон Джеймс Одюбон. Більшість з її акварелей зображають щоденне сімейне життя шотландського нагір'я 19-го століття, а також фантастичні сцени з дитячих казок. Вона отримала широке визнання під ініціалами «ДБ» або місіс Х'ю Блекберн.

## Життя і робота
Молодша дочка Джеймса Веддерберн, генерального стряпчого по справах Шотландії, та двоюрідна сестра Джеймс Клерк Максвелл. Джемайма була подругою і ученицею Джон Раскін та сера Едвіна Ландсира, які високо оцінили її роботу. Вона вийшла заміж за професора математики Хью Блекберна. У 1854 році вони купили маєток Рошвен. Візитерами цього будинку стали деякі з найвідоміших постатей століття, в тому числі Герцог Аргайл, лорд Кельвін, лорд Лістер, Герман фон Гельмгольц, Джон Раскін, сер Джон Еверетт Мілле, Ентоні Троллоп і Бенджамін Дізраелі. Більша частина її робіт зображують Рошвен, його тварин і птахів.
Пані Блекберн уважно спостерігала за поведінкою птахів, про що свідчать її роботи. Вона описує викид пташеня лугових коників (Anthus pratensis) з гнізда через сліпоту і голе пташеня звичайної зозулі (Cuculus canorus), у супроводі невеликого малюнка. Така поведінка птахів була повідомлена Джемаймою в 1788 році, але була відхиленою Чарльзом Уотертоном в 1836, як неможлива. Звіт Блекберн був спочатку опублікований, не в науковому журна-лі, а в популярному оповіданні для дітей, «Пайпітс» 1871. Чарльз Дарвін посилається на спостереження місіс Блекберн у шостому виданні «Походження видів».
«…В описі тварин, у мене немає нічого, щоб навчити її…»  — Едвін Ландсир 1843.
У 1857 році Джемайма зробила свій внесок у першу виставку сучасного британського мистецтва в Америці. Її роботи були також виставлені в Единбурзі, Глазго і Лондоні, а зразки її робіт були придбані для Британського музею, Британської бібліотеки, Музею природної історії, Королівської колекції, Національна портретна галерея (Лондон), та останнім часом Національною портретною галереєю Шотландії і Фонду Джеймса Клерка Максвелла.
Беатріс Поттер описує Джемайму у своєму щоденнику як «високо інтелектуального спостерігача з гострим оком для прекрасного в природі», коментуючи: «Я вважаю, що птахи місіс Блекберн в середньому коштують, так само як Бьюїк, але для неї він тільки можливий суперник». Вона також згадує, свою радість, коли на день народження їй подарували копію «Птахи, змальовані з природи» Джемайми, яка була опублікована в 1868 році і виграла суспільне визнання. Копія книги, сторони кольорового під власним контролем Джемайма, був представлений Зоологічного товариства Лондона.
«… Ми не бачили таких птахів з часів Бьюїка. Ми кажемо це, в невіданні про чудові пластини Селбі, Аудубона, Вілсона і Гулда…»  — «Шотландець», 1868.
Під час свого життя в Рошвені, Джемайма створила для нас безцінний спадок картин, що охоплюють всі аспекти життя і звичаїв свого часу. Майже кожного дня Джемайма описувала в своїх картинах деякі аспекти її різноманітного й прекрасного життя. Вона малювала її сім'ю і друзів, важливих гостей та місцевих жителів, що готуються до їх повсякденної роботи: різання торфу, збору папороті, сінокосіння і багато іншої сільської роботи. Ці картини дають нам омріяний вхід у світ людей та їх занять цього періоду часу і цієї області.
Крім усього цього, незмінно Джемайма цікавилась сільською місцевістю і багатством дикої природи, яку вона підтримує. Найкращі з її робіт можна знайти серед картин Рошвена, його тварин і птахів. Саме через це, що вона стала визнаною однією з провідних художників птахів.

## Список картин
1. Бекас. 1868-ті рр.
2. Принц Уельський у Фівах. 1823–1909 рр.
3. Деркач (за допомогою Альбіону Друк). 1868 р.
4. Альфред Едвард Шалон.

## Первинна література
1868 «Птахи від природи»;
1871 «Ковзани».

## ЇЇ сучасні передруковані роботи
Блекберн Джемайма; Ферлі, Роб (1993). Птахи Блекберн.